# Ignacio de Uranga
Ignacio de Uranga (Tolosa, 1769-Madrid, 1838) fue un pintor español.

## Biografía

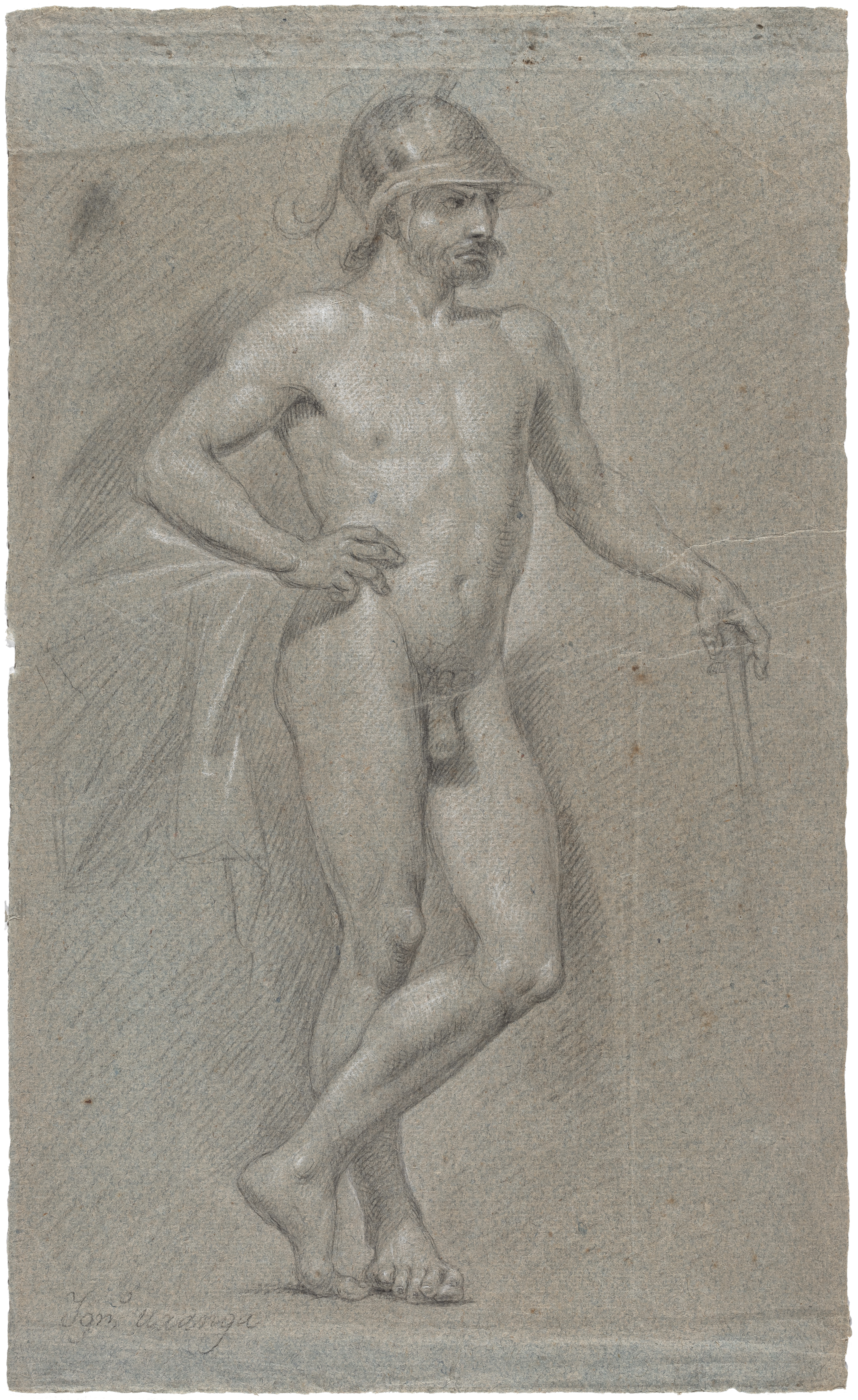
Marte, dibujo de Uranga durante sus años de formación

Natural de la localidad guipuzcoana de Tolosa, fue uno de los primeros discípulos de la Academia de San Luis de Zaragoza. Allí dejó varios lienzos, incluidos Un Ecce-Homo, copia del de Mateo Cerezo, y un Retrato de Carlos IV, de Francisco de Goya. Los trabajos allí le hicieron alcanzar el 4 de enero de 1795 el grado de académico supernumerario de la corporación.
En 1790, 1793 y 1799, se presentó a los concursos de la Real Academia de San Fernando de Madrid y, habiendo presentado una copia en miniatura de la Sibila de Cumas, fue nombrado individuo de mérito de aquel cuerpo el 9 de mayo de 1819. En aquella academia, fue discípulo del matritense Francisco Javier Ramos. Fue autor, asimismo, de otras obras, incluidas un Marte y un Hombre desnudo, ambas del periodo comprendido entre 1794 y 1784.
Falleció en Madrid en 1838.